# آرتور ادوارد وایت
آرتور ادوارد وایت (به انگلیسی: Arthur Edward Waite) (۲ اکتبر ۱۸۵۷ – ۱۹ مه ۱۹۴۲) شاعر و عارف برجسته بریتانیایی بود که به‌طور گسترده در مورد علوم غریبه و باطن گرایی غربی نوشت و یکی از خالقان عرشه تاروت رایدر-وایت (رایدر-وایت-اسمیت یا عرشه وایت-اسمیت) بود. آر.ای. گیلبرت،  زندگی نامه نویس او، او را اینگونه توصیف می‌کند که:«نام وایت به این دلیل برجای مانده که او اولین کسی است که به مطالعه سازمان یافته‌ی تاریخ غیب گرایی غربی پرداخت - که به جای جنبه‌هایی از علم اولیه یا آسیب‌شناسی دینی، به عنوان یک سنت معنوی  تلقی می‌شود.»
او بیشتر عمر خود را در لندن یا اطراف این شهر سپری کرد و با انتشاراتی‌های مختلف ارتباط داشت و مجله ای به نام «دنیای ناشناخته» را ویرایش می کرد.

## اوایل زندگی و تحصیلات
وایت در بروکلین، منطقه‌ای در نیویورک آمریکا، و در تاریخ 2 اکتبر سال 1857 به دنیا آمد. پدر وایت، کاپیتان چارلز اف. وایت، زمانی که ادوارد بسیار جوان بود در دریا جان خود ار از دست داد و مادر بیوه‌اش، اِما لاول، به کشور خود انگلستان بازگشت و به همین علت ادوارد بزرگ شده‌ی انگلستان است. آن‌ها وایت را برای تحصیل به مدرسه خصوصی کوچکی در شمال لندن فرستادند.
وایت، در 13سالگی، دو ترم را در کالج سنت چارلز تحصیل کرده بود. در همان زمان که برای تبدیل شدن به یک دفتر دار، مدرسه را رها کرد، در اوقات فراغت شعر نیز می‌نوشت. در سال ۱۸۶۳مادر وایت به مذهب کاتولیک گروید، اما آرتور یک آنگلیکان شد. مرگ خواهرش فردریکا وایت در سال ۱۸۷۴ به زودی او را به تحقیقات روانی کشاند. در ۲۱ سالگی، او شروع به مطالعه منظم در کتابخانه موزه بریتانیا کرد و بسیاری از شاخه‌های باطنی را مطالعه کرد. در سال ۱۸۸۱ وایت نوشته‌های الیفاس لوی را کشف کرد.
زمانی که وایت تقریباً ۳۰ ساله بود با آدا لیکمن (که «لوکاستا» نیز نامیده می‌شود) ازدواج کرد و آنها صاحب یک دختر به نام سیبیل شدند. مدتی پس از مرگ لوکاستا در سال ۱۹۲۴، ویت با مری برودبنت شوفیلد ازدواج کرد. او بیشتر عمر خود را در لندن یا در نزدیکی لندن گذراند و با مؤسسات انتشاراتی مختلف ارتباط داشت و مجله‌ای به نام «دنیای ناشناخته» را ویرایش کرد.
از سال ۱۹۰۰ تا ۱۹۰۹، ویت به عنوان مدیر هورلیکس، تولیدکننده شیر مالت، امرار معاش می‌کرد.

## حرفه

### طلوع طلایی
وایت در ژانویه ۱۸۹۱ پس از معرفی توسط ای. دبلیو. بریج به محفل بیرونی سازمان هرمسی پگاه زرین پیوست.  در سال ۱۸۹۳ او از پگاه زرین کناره‌گیری کرد. در سال ۱۸۹۶او دوباره به پگاه زرین پیوست. در سال ۱۸۹۹او وارد محفل دوم پگاه زرین شد. او در سال ۱۹۰۱ فراماسون شد، و در سال ۱۹۰۲ وارد انجمن روزیکروسی در انگلستان شد.
در سال ۱۹۰۳ وایت سازمان مستقل و اصلاح شده RR et AC را تأسیس کرد. این سازمان در سال ۱۹۱۴ منحل شد. پگاه زرین تا زمان خروج ویت در سال ۱۹۱۴ به دلیل اختلافات داخلی از بین رفت. در ژوئیه ۱۹۱۵ او انجمن صلیب گلگون را تشکیل داد. که نباید با انجمن روزیکروسی اشتباه گرفته شود. در آن زمان حدود نیمی از شاخه‌های پگاه زرین اولیه وجود داشت و به‌طور کلی هرگز احیا نشد.

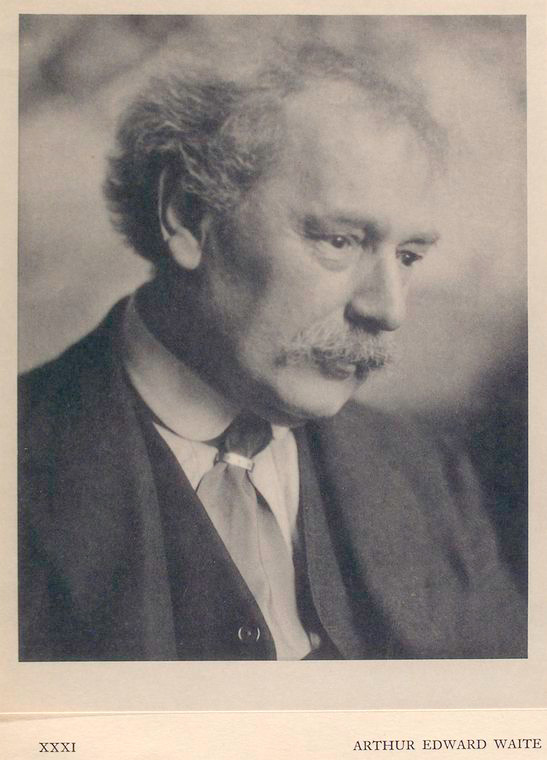
عکس وایت در لندن، ۱۳ ژانویه ۱۹۲۱

### فراماسون
وایت به درجات بالاتر فراماسونری علاقه‌مند بود و شروع به کار سنگ‌تراشی را راهی برای دسترسی به این آیین‌ها می‌دانست. پس از پیوستن به انجمن روزیکروسی در انگلستان و شوالیه‌های معبد، وایت در سال ۱۹۰۳ به سوئیس سفر کرد تا آیین اسکاتلندی اصلاح شده یا آیین اصلاح‌شده اسکاتلندی و درجه آن شوالیه نیکوکار شهر مقدس (CBCS) را دریافت کند. وایت معتقد بود که آیین اصلاح‌شده اسکاتلندی، بیش از هر آیین ماسونی دیگری، «سنت مخفی» اشراق معنوی عرفانی را نشان می‌دهد.

### نویسنده و محقق
وایت نویسنده بود و بسیاری از آثار او در محافل باطنی زمان خود مورد استقبال قرار گرفت، اما عدم آموزش آکادمیک او در محدودیت‌های او به عنوان یک مورخ و در تعریض سایر نویسندگان قابل مشاهده است.
او متونی در مورد موضوعاتی از جمله پیشگویی، باطنی گرایی، فراماسونری، و جادوی تشریفاتی، کابالیسم و کیمیاگری نوشت. او همچنین چندین اثر عرفانی را ترجمه و منتشر کرد. او تحت تأثیر دوستی خود با آرتور ماخن در مورد جام مقدس نوشت. تعدادی از مجلدات او در دست چاپ باقی مانده‌است، از جمله کتاب جادوی تشریفاتی (۱۹۱۱)، کابالای مقدس (۱۹۲۹)، دانشنامهٔ جدید فراماسونری (۱۹۲۱)، و ترجمه ویرایش شده او از جادوی متعالی الیفاس لوی در سال ۱۸۹۶جادوی متعالی، آموزه و آیین آن (۱۹۱۰) که در سالهای اخیر تجدید چاپ شده‌است. وایت همچنین دو رمان فانتزی تمثیلی نوشت، شاهزاده استاربیم (۱۸۸۹) و جستجوی پله‌های طلایی (۱۸۹۳)، و موزیک الفین را ویرایش کرد، مجموعه‌ای از شعر بر اساس فولکلور پری انگلیسی.

## عرشه تاروت
وایت بیشتر به خاطر مشارکتش در عرشه تاروت رایدر-وایت، که اولین بار در سال ۱۹۱۰ منتشر شد، با تصاویری توسط پاملا کولمن اسمیت، عضو سازمان هرمسی پگاه زرین، شناخته می‌شود. وایت جلد همراه عرشه، کلید تاروت را که در سال ۱۹۱۱ به صورت گسترده به عنوان کلید تصویری تاروت، راهنمای خواندن تاروت، بازنشر شد، منتشر کرد. تاروت رایدر-وایت به دلیل نشان دادن تمام ۷۸ کارت به‌طور کامل قابل توجه بود، در زمانی که فقط ۲۲کارت اصلی آرکانا به‌طور معمول نشان داده می‌شد، با تاروت Sola Busca، ۱۴۹۱، یک استثنای تاریخی قابل توجه بود. قبل از انتشار این عرشه، بسیاری از خوانندگان تاروت باطنی از عرشه کارت بازی تاروت مارسی استفاده می‌کردند. عرشه رایدر وایت تأثیر زیادی بر تاروت غیبی معاصر گذاشته‌است.

## در فرهنگ عامه
لاوکرافت در داستان کوتاه خود «چیزی که در آستانه در است» یک جادوگر شرور به نام افرایم وایت دارد. طبق گفته رابرت ام پرایس، این شخصیت بر اساس وایت ساخته شده‌است.

## انتشارات
- اسرافیل: نامه‌ها، رؤیاها و اشعار، لندن: آلن، ۱۸۸۶.
- اسرار جادو: خلاصه ای از نوشته‌های الیفاس لوی، لندن: جورج ردوی، ۱۸۸۶.
- تاریخ واقعی روزیکروسی‌ها، لندن، ۱۸۸۷.
- کیمیاگران در طول اعصار، ۱۸۸۸
- آهنگ‌ها و اشعار سرزمین پریان: گلچینی از شعر پری انگلیسی، لندن، ۱۸۸۸
- زندگی فیلسوفان کیمیاگری لندن: جورج ردوی، ۱۸۸۸.
- علوم مخفی: خلاصه ای از دکترین و آزمایش متعالی، لندن: کیگان پل، ترنچ، ترابنر و شرکت، آموزشی ویبولیتین، ۱۸۹۱.
- موزه هرمسی، در دو جلد. لندن، ۱۸۹۳.
- نوشته‌های کیمیاگری ادوارد کلی، لندن، ۱۸۹۳.
- انبوهی از فیلسوفان (مترجم)، ۱۸۹۴
- شیطان‌پرستی در فرانسه لندن: جورج ردوی، ۱۸۹۶.
- کتاب جادوی سیاه و پیمان‌ها، ۱۸۹۸.
- کلید تصویری تاروت. لندن: ویلیام رایدر و پسر، با مسئولیت محدود، ۱۹۱۱.
- سنت مخفی در فراماسونری، در دو جلد. لندن: ربمن، ۱۹۱۱.
- کتاب سرنوشت و هنر خواندن در آنجا، لندن: ویلیام رایدر و پسر، ۱۹۱۲.
- کتاب جادوی تشریفاتی، لندن: ۱۹۱۳.
- دایرةالمعارف جدید فراماسونری، ۱۹۲۱.
- سنت مارتین: عارف فرانسوی و داستان مارتینیسم مدرن، ۱۹۲۲.
- برادری صلیب گلگون: سوابق خانه روح القدس در تاریخ درونی و بیرونی آن، لندن: ویلیام رایدر و پسر، ۱۹۲۴.
- سنت مخفی در کیمیاگری: توسعه و سوابق آن، نیویورک: آلفرد آ. ناپف، ۱۹۲۶.
- کابالای مقدس، ۱۹۲۹.
- تاروت بوهمیان (ترجمه وایت؛ ۱۹۵۸)
- مجموعه اشعار آرتور ادوارد ویت، در دو جلد، لندن: ویلیام رایدر و پسر با مسئولیت محدود.
- دایرةالمعارف جدیدی از فراماسونری (Ars Magna Latomorum) و رازهای هم خانواده: مناسک، ادبیات و تاریخ، نیویورک: وینگ بوکز، ۱۹۹۴.شابک ‎۰۵۱۷۱۹۱۴۸۲.
- کلیسای پنهان جام مقدس: افسانه‌ها و نمادهای آن در پیوند با اسرار معین آغاز و دیگر آثار یک سنت مخفی در زمان مسیحی، (نسخه اول، لندن ربمن محدود، ۱۹۰۹) در نظر گرفته شده‌است. آمستردام، هلند: کتاب‌های فردونیا، ۲۰۰۲.شابک ‎۱−۵۸۹۶۳−۹۰۵−۷شابک 1-58963-905-7.
- آغاز نظم درونی و بیرونی نظم مقدس طلوع طلایی، کانادا: برنابی، ۲۰۰۵.شابک ‎۰−۹۷۳۵۹۳۱−۷−۲شابک 0-9735931-7-2.
- نظریه‌های مربوط به تألیف مانیفست‌های Rosicrucian , Whitefish, MT: انتشارات کیسینجر، ۲۰۰۵.شابک ‎۱−۴۲۵۳−۳۲۹۰−۰شابک 1-4253-3290-0.

### استناد
1. ↑  Gilbert (1987)
2. ↑  "Arthur Edward Waite". Kheper. Archived from the original on 26 November 2018. Retrieved 15 November 2022.
3. ↑  "Arthur Edward Waite". Controverscial. Archived from the original on 30 April 2013. Retrieved 15 November 2022.
4. ↑  "Arthur Edward Waite". Everything2.com.
5. 1 2 3 4  Gilbert, R. A. "The Masonic Career of A. E. Waite". Ars Quatuor Coronatorum. QCCC Correspondence Circle Limited. Archived from the original on 5 September 2010. Retrieved 23 May 2010.
6. ↑  King (1989).
7. ↑  "Arthur E. Waite". Freemasonry.bcy.ca. Retrieved 31 March 2012.
8. ↑  "Arthur Edward Waite by Lee Prosser". Ghostvillage.com. Retrieved 31 March 2012.
9. ↑  Howe, Ellic,The Magicians of the Golden Dawn, London: Routledge & Kegan Paul, 1972
10. ↑  Waite, A. E. , Shadows of Life and Thought: A Retrospective Review in the Form of Memoirs, London: Selwyn and Blount, 1938
11. ↑  Gilbert (1987), p.  [کدام صفحه؟]
12. ↑  Waite, A. E. , The Key to the Tarot, London, 1910

### آثار ذکر شده
- Gilbert, R. A. (1987). A. E. Waite: Magician of Many Parts (1st ed.). Wellingborough, Northamptonshire: Crucible. ISBN 1-85274-023-X.
- King, Francis X. (1989). Modern Ritual Magic: The Rise of Western Occultism. Prism. ISBN 978-1-85327-032-1.